# Лах, Иво
Иво Лах (5 сентября 1896, Штруклева Вас, Австро-Венгрия — 23 марта 1979, Любляна, Югославия) — словенский математик, статистик и исследователь. К его научным достижениям в сфере математики относят, прежде всего, открытие чисел Лаха.Также широко известны его исследования относительно потерь Югославии во Второй мировой войне — по данным Лаха реальные потери составляют 1 млн человек, а демографические 2 млн 100 тысяч человек.

## Биография
Иво Лах родился 5 сентября 1896 года в Австрийской империи (сейчас данная территория является частью Словении). Год учился в Университете Вены, оставшиеся 7 семестров обучался в Университете Загреба (1919—1922). В 1932 году возглавил отдел Статистики социального обеспечения в Словении. Своими работами в сфере статистики внес вклад в пенсионное обеспечение рабочих. Его труд «Racunske osnovice zivotnoga osiguranj» был признан антимарксистским из-за выражения «Natura non facit saltus» (природа не делает скачков), а позже изъят из обращения и почти что полностью уничтожен. Умер Иво Лах 23 марта 1979 года в Любляне.